# Personaggi di Roswell Conspiracies
Questa voce contiene un elenco dei personaggi presenti nella serie televisiva d'animazione Roswell Conspiracies.

## Alleanza

I personaggi principali uniti nella Nuova Alleanza prima della battaglia finale contro l'esercito alieno degli Shadoen.

L'Alleanza (Alliance) è una società segreta fondata nel 1947  dal generale Arthur Logan, dallo sceriffo Jackson Trueblood, dal mandriano Adrian Gomez e dall'allora generale James Rinaker.
L'organizzazione, che da allora si è espansa notevolmente si prefissa come obbiettivo sedare i movimenti alieni sulla Terra per far sì che nessuno si accorga della loro presenza e permettere così all'umanità un'esistenza serena.
L'Alleanza non risponde a nessun governo ma i suoi agenti vengono reclutati da ogni nazione, città e continente del mondo ed ognuno di essi è il maggior esperto nel suo campo. Proprio l'Alleanza diede vita ed alimentò storie come l'incidente di Roswell ed altri eventi riguardanti gli alieni volti a renderli una sorta di favola per l'umanità. L'Alleanza detiene inoltre il primato sull'informazione e sull'affluenza di notizie di modo da decidere cosa far sapere al mondo e quando; tutti gli sviluppi tecnologici o industriali sono accuratamente decisi dall'organizzazione. La loro base è proprio a Roswell, nascosta in un altopiano montuoso.

### Keung Ling
Keung Ling è un agente dell'Alleanza di origini asiatiche assetato di potere ed invidioso di Logan per la sua capacità di vedere oltre le illusioni aliene, per compensare arriverà ad accettare all'interno del suo corpo il Vodun Bagun (Babul), con cui col tempo svilupperà un rapporto di amicizia ben al di sopra della semplice simbiosi. I due si dovranno tuttavia separare nel trentaduesimo episodio quando Bagun si sacrificherà per uccidere gli altri Vodun grazie alle onde sonore, rimanendo ucciso a sua volta. Imparata la lezione l'agente Ling accetterà i suoi limiti e resterà fedele all'Alleanza nella guerra contro gli Shadoen.

### Dorian Wyrick
Dorian Wyrick è un ex-marine ora al servizio dell'Alleanza. Soldato leale e capace che tuttavia si fa molti scrupoli sull'etica delle sue azioni. È un amico intimo di Trueblood e si fida di Rinaker fino a che non farà arrestare il pellerossa, da allora capirà la dubbia moralità del generale e lo tradirà per schierarsi con Logan nella guerra contro gli Shadoen.

### Prof. Alascano
Prof. Antonio Alascano è lo scienziato ed ingegnere capo dell'Alleanza, a lui si devono tutte le tecnologie fantascientifiche in dotazione agli agenti. Sebbene sia spesso ritratto come bramoso di maggiore conoscenza si fa in realtà molti scrupoli sulla pericolosità delle armi da lui sviluppate e svolge molteplici controlli prima di ufficializzarle e produrle in serie. Spesso utilizza anche la tecnologia aliena per le sue ricerche. A dispetto della sua carica è un uomo molto semplice, buono e disponibile ed è estremamente paziente con tutti.

### Dr. Petrovic
Dr. Marina Petrovic (in russo Марина Петрович?) è la patologa dell'Alleanza, dottoressa molto competente ed eccentrica, si occupa principalmente di trovare cure ai vari virus alieni ed ai veleni dei Vampiri o delle varie altre razze. Non le piace Rinaker per la sua tendenza a mettere in pericolo i suoi agenti non rivelando loro tutto ciò che gli occorrerebbe sapere. Cerca sempre di fare tutto il possibile ed anche di più per salvare le vite degli agenti e si sente sempre molto in colpa quando fallisce.

### Smith-Heisen
Nora Smith-Heisen è la segretaria di Rinaker. Di origine nordeuropea, è una donna molto ligia al dovere e si fida ciecamente degli ordini del suo superiore. Disapprova Nick Logan ed i suoi metodi irruenti perché le portano solo complicazioni nei verbali da stendere. Sarà la prima ad accorgersi del fare sospetto di Rinaker ed a scoprire la cospirazione Shadoen, ma non farà in tempo a comunicarlo a nessuno in quanto verrà uccisa proprio dallo stesso Rinaker a seguito della sua scoperta.

### Delfin Tabada
Delfin Tabada è un'agente dell'Alleanza fedele a Rinaker. Uomo burbero e imponente di origine nigeriana con vari trascorsi in zone di guerra ed un passato da militare in Vietnam, Tabada è un esperto di interrogatori e tortura che si occupa principalmente di far parlare i prigionieri alieni con metodi non particolarmente ortodossi. Verrà assegnato alla guardia del Livello Omega, sull'Atollo di Bikini, e si occuperà della reclusione di Logan nel terzultimo episodio. Presumibilmente muore nell'esplosione della struttura durante la fuga dell'ex-cacciatore di taglie e del ritrovato padre.

### Angela Gomez
Angela Gomez è un'agente dell'Alleanza di origine messicana nipote di uno dei quattro membri fondatori: il mandriano Adrian Gomez. Quale sia il suo ruolo esatto tra le file dell'organizzazione non è dato saperlo, ma pare sia membro della divisione scientifica del professor Alascano. Angela compare all'inizio dell'episodio L'incidente di Roswell, in occasione del 52º anniversario della fondazione dell'Alleanza; in seguito non è più vista né menzionata fino alla fine della serie, dove ha alcuni camei durante ed alla fine della guerra agli Shadoen.

### Walter Logan
Walter Logan è il padre di Nick, nonché il figlio di uno dei quattro membri fondatori dell'Alleanza: il generale Arthur Logan. Colonnello dell'aviazione americana scomparso anni prima dell'inizio della storia, Walter, come suo figlio, era dotato del potere di vedere oltre agli inganni alieni. Desideroso di una convivenza pacifica tra tutte le razze della Terra, cercò di fondere Il Condotto e l'Alleanza, ma i suoi piani vennero ostacolati per anni da Rinaker, il quale vedendolo come un ostacolo per l'invasione Shadoen lo mise in una sorta di sonno criogenico nel 1978. Qui resterà per ventidue anni, fino alla liberazione da parte del figlio Logan; in seguito convincerà alieni ed esseri umani ad allearsi per contenere l'invasione Shadoen e diverrà direttore della Nuova Alleanza dopo aver vinto la guerra.

## Personaggi secondari

### Nathan Boyer
Nathan Boyer, il cui vero nome viene rivelato solo nell'ultimo episodio, è l'agente incaricato da Rinaker di prendere il posto di Walter Logan e crescerne il figlio. Grazie a lui Nick imparerà come combattere gli alieni e, nel primo episodio, dell'esistenza dell'Alleanza. Successivamente sparirà nel nulla e si scoprirà molto dopo che è stato rapito dai Vampiri, ricongiuntosi al figlio adottivo (che lo perdona per avergli mentio dicendogli che non avrebbe potuto desiderare un padre migliore) nel ventiseiesimo episodio, verrà nuovamente rapito e a lungo creduto morto dopo il ventisettesimo. Tuttavia ricomparirà per l'ultimo episodio, dove, dopo aver chiesto perdono al vero Walter per essersi finto lui si sacrificherà assieme a Ruck per abbattere le difese delle navi Shadoen morendo da eroe.

### Kraker
Kraker, il cui vero nome ed aspetto sono sconosciuti, è un pirata informatico incredibilmente dotato ed un intimo amico di Logan. Da anni vive all'ombra del governo e passa informazioni di straforo a vari cacciatori di taglie o vigilanti. Del suo passato non si sa quasi nulla tranne che sia nato negli Stati Uniti e che sia stato nell'esercito divenendone un veterano. 
Kraker è la persona di cui Logan si fida maggiormente ed è disposto a seguire i suoi consigli e le sue piste fino in fondo, spesso Kraker è vitale alle indagini in quanto rivela informazioni tenute nascoste dall'Alleanza. Nonostante dia il suo contributo anche nella guerra agli Shadoen il suo aspetto non viene mai mostrato e l'unica sua inquadratura è nel quarto episodio di spalle, seduto su una sedia in una stanza piena di computer.

### Sith
Sith è lo svitato di Roswell, fiero sostenitore di varie teorie del complotto e considerato fuori di testa da tutti. Inizialmente il suo ruolo è molto marginale ma poi rivela a Logan e Sh'lainn di essere stato un membro dell'Alleanza in passato e di essere stato cacciato da Rinaker. Dopo aver salvato i due ed il Condotto da un attacco del generale si introdurrà con essi nella base dell'Alleanza e penetrerà nell'ufficio di Rinaker rivelandosi uno Shadoen. Alla luce di quanto rivelato nel finale Sith era probabilmente contrario alla lentezza del piano di Rinaker e perciò tentò di far esplodere l'Alleanza in anticipo. Legato con un cappio cadrà nel reattore principale e prima di fondervisi griderà a Logan di cercare il padre nel Livello Omega (dove effettivamente si trova), lasciando il dubbio se fosse un traditore degli Shadoen o un traditore di Rinaker.

### Randall Crow
Randall Crow è il tenente cui fa capo l'Area 51, soldato valoroso e fedele al governo ha scoperto da anni gli intrighi dell'Alleanza e studia la vita aliena sulla Terra in segreto. Avendo ritrovato lo scheletro del vero Rinaker e risalito alla sua vera identità collegherà gli eventi e soccorrerà Logan e suo padre in fuga dal Livello Omega. In seguito lui e i suoi soldati saranno il tramite tra il governo e la Nuova Alleanza, e si rivelerà molto utile nella guerra contro gli Shadoen, fornendo l'Area 51 come base operativa delle operazioni di difesa dall'invasione.

### Karl McGavin
Karl McGavin è un giornalista d'assalto vecchio stampo che da anni sogna di vincere il Pulitzer rivelando al mondo i segreti governativi attorno all'incidente di Roswell e che crede fermamente all'esistenza degli aieni. Verso la fine arriva a scoprire la sede dell'Alleanza ma, dimostrando una forte umanità che antepone all'etica professionale, riconosce che certe cose è meglio per il mondo non saperle e decide di tenere la scoperta per sé, convinto anche dalle minacce di Fitz. In passato fu sposato con Bonnie Ash, con cui era co-conduttore del TG.

### Bonnie Ash
Bonnie Ash è l'ex-moglie di Karl McGavin, la quale, a differenza del marito, non ha fatto carriera ed è rimasta solo una conduttrice del telegiornale. Nonostante ciò non è invidiosa dei successi di McGavin ed i due, salvo una scarsa sopportazione reciproca, sembrano essere ancora in buoni rapporti e si trovano spesso a collaborare nel corso della serie.
Il design di Bonnie Ash è visibilmente ispirato a Dana Scully.

### La Famiglia Perrera
Il Prof. Uday Perrera (in arabo عدي بيريرا‎?) e la Dr. Maram Perrera (in arabo مرام بيريرا‎?) sono il padre e la madre di Nema e sono una coppia di ricercatori estremamente rispettati e considerati tra i migliori nel loro campo. Vivono in Egitto a Il Cairo e sono tenuti in grande considerazione da parte dei musei e dagli archeologi locali. La dottoressa Parrera è una donna di animo buono, molto amante delle tradizioni e studiosa di genealogia come hobby, mentre il professor Parrera è un uomo burbero, severo ed impassibile che spesso sembra freddo ma che in realtà nutre un profondo affetto per la sua famiglia ed in particolare per Nema.
I Perrera sono l'unica famiglia della serie in cui i genitori siano ancora entrambi in vita.

### Jarak
Jarak (in originale: Jerich) è un alieno proveniente da un pianeta imprecisato distrutto dagli Shadoen e messo in salvo da suo padre che lo spedì sulla Terra allo scopo di proteggerla dall'invasione Shadoen futura rivolta verso il pianeta. Giunto sulla Terra acquisisce poteri straordinari simili a quelli di Superman e dovuti alla nuova atmosfera. A seguito di una missione sotto copertura per determinare le sue origini ed intenzioni, Nema si infatuerà di lui e lo convincerà ad operare in segreto per prevenire l'invasione. Morirà nel penultimo episodio abbattendo un incrociatore Shadoen durante la guerra finale.
Jarak è vulnerabile all'Alcanio (Argonium) come se fosse la Kryptonite ed assume sembianze umane tramite un proiettore olografico mentre nella sua vera forma sembra un essere a metà tra una lucertola ed un insetto.

## Banshee

### Shrian
Shrian è la figlia biologica di Mab, prova che un tempo la regina ebbe dunque contatti col mondo degli uomini, ad ogni modo non è chiaro quando e in che circostanze sia nata. Mab l'ama più di qualsiasi consorella ma desidera che non salga mai al trono poiché non vuole si faccia carico delle difficili responsabilità che lei deve affrontare ogni giorno. Lei e Sh'lainn sono cresciute insieme ed hanno la stessa età, per cui sono amiche molto intime e condividono un rapporto quasi fraterno.
Shrian è una delle Banshee più potenti della serie, sicuramente più di Sh'lainn e probabilmente anche più di Mab, dato che è stata capace di carbonizzare un Vampiro in un solo colpo e teletrasportare il Minotauro Canmorth nello spazio profondo apparentemente senza che ciò costituisca uno sforzo eccessivo.

### Le Messaggere
Le Messaggere di Regina Mab sono le due Banshee più ricorrenti della serie, sembrano rivestire non solo il ruolo di ambasciatrici per la regina, ma anche quello di fanteria d'assalto e milizie private della stessa. Sono loro ad occuparsi di dare la caccia a Sh'lainn quando essa viene condannata a morte. Fisicamente sono identiche, quasi come due gemelle, ma una ha i capelli viola (Shinta) e l'altra rosa (Sh'tra). Più avanti nella serie svolgerano per Mab anche la funzione di consigliere di corte. Spesso parlano completandosi le frasi a vicenda.

## Condotto

### Choaf
Choaf è il capo in carica del Condotto e, in qualità di Golem, ne è anche l'alieno più pericoloso; motivo per il quale, già da prima di divenirne capo, assunse la missione di proteggere i suoi compagni più deboli. Unanimemente rispettato ed amato dai compagni prende spesso decisioni impulsive che lo fanno sembrare senza cuore, ma in definitiva è un personaggio più che positivo.

### Gauling
Gauling è il precedente capo del Condotto, alieno anziano e saggio fermamente convinto della possibilità futura di una convivenza pacifica, sembra venire ucciso nel tredicesimo episodio mentre, difendendo la sua gente tiene occupato Trueblood in un corpo a corpo e nel farlo viene sorpreso alle spalle da un soldato armato di laser. Ad ogni modo l'ultimo episodio lo mostra ancora vivo e schierato contro gli Shadoen.

### Athos
Athos è il figlio del Licantropo Ruck, reso orfano dopo un'operazione anti-licantropi dell'Alleanza, seguendo le ultime volontà di sua madre Kara, Nick e Sh'lainn crescono segretamente il piccolo, che grazie alle sue abilità metamorfiche assimila un aspetto identico a quello di Logan. Dopo che l'alleanza lo rapirà per studiarlo su ordine di Rinaker, Logan lo riconsegnerà al suo vero padre, Ruck, da cui verrà cresciuto e arruolato nel Condotto come volontà di Kara. Tuttavia verrà cacciato da Choaf quando scoprirà che suo padre lo sta usando come spia ed in seguito vivrà come un lupo solitario fino alla guerra contro gli Shadoen, cui parteciperà schierato con l'Alleanza.
Dopo l'eroica morte di Ruck alla fine della serie, Athos assume il comando dei Licantropi integrandoli all'Alleanza, come da ultime volontà del padre, che lo vede come un leader più indicato in tempo di pace.

## Licantropi

### Kara
Kara era la compagna di Ruck, ben intenzionata e gentile essa appare come anomale nella bellicosa società dei Licantropi. Unica capace di vedere il buono e l'onore nel cuore del compagno, Kara è anche l'unica persona per cui Ruck prova dichiaratamente affetto, a lei vanno anche i suoi ultimi pensieri in punto di morte. Viene uccisa nell'episodio 18 a seguito di un'operazione anti-licantropo dell'Alleanza, da cui riesce a fuggire grazie a Nick e Sh'lainn morendo comunque poco dopo per il parto con cui dà alla luce Athos. Il suo ultimo desiderio fu che il figlio entrasse nel Condotto.

### Lobo
Lobo è un luogotenente di Ruck dal crine dorato che compare unicamente nel quinto episodio, egli si fa passare come un licantropo pacifico per ingraziarsi Sh'lainn e condurre lei e Nick in una trappola. Rivelate le sue vere intenzioni viene ucciso da Logan. Lobo è il primo personaggio che rende evidente l'intesa sentimentale tra Nick e Sh'lainn, ingelosendo l'uomo e facendoli litigare per questo.

## Minotauri

### Canmorth
Canmorth (chiamato Khan nel doppiaggio italiano) è uno dei Minotauri imprigionato in stasi dalle Banshee in seguito alla guerra tra le due razze. Lui ed un suo compagno verranno liberati dalla regina Mab per dare la caccia a Sh'lainn Blaze. Canmorth si mostra come estremamente orgoglioso e fiero ma disposto ad uccidere anche il suo compagno per avere la libertà concessa dalla regina solo a quello di loro che ucciderà la Banshee, egli sarà dei due quello che riuscirà a mettere le mani sul loro obbiettivo ma Logan con uno stratagemma uccide l'altro Minotauro e, indossate le sue spoglie, fa credere a Mab di aver ucciso Sh'lainn di modo che essa rispedisca nuovamente Canmorth in stasi. 
Il Minotauro verrà in seguito liberato nuovamente su richiesta di Sh'lainn a Mab per affrontare la Intralcom, egli inizialmente fingerà di voler collaborare ma poi si ribellerà alle Banshee rivelando di essere interessato solo alla vendetta verso Logan. Trovato l'ex-cacciatore di taglie lo affronterà nuovamente in una metropolitana sotterranea e sembrerà morire schiacciato dalle rotaie, unicamente per comparire nuovamente, più morto che vivo, e venire teleportato nello spazio profondo da Shrian.

## Sasquatch

### Su-Ak
Su-Ak era il leader dei Sasquatch ed aveva una particolare rivalità per Ti-Yet, leader degli Yeti rinchiusi nella stessa astronave-prigione licantropa, che peggiorò quando questi liberò entrambi i popoli, venendo considerato un eroe da entrambe le razze. La rivalità e l'invidia portarono Su-Ak al tradimento nei confronti dello Yeti: dopo aver fatto salire il proprio popolo e il suo su due scialuppe di salvataggio, salì da solo sull'ultima scialuppa rimasta, lasciando Ti-Yet sull'astronave-prigione, in balia dei licantropi che Su-Ak aveva liberato. Purtroppo questi ultimi, una volta ripreso il controllo del veicolo, fecero fuoco contro le tre scialuppe. Ti-Yet intervenne, ma pur uccidendoli non riuscì a impedire che loro abbattessero la scialuppa su cui viaggiavano i Sasquatch. Su-Ak fu così costretto ad assistere alla morte del suo popolo, ma non riuscendo a convivere con la consapevolezza di averne provocato la fine, si convinse che a sparare fosse stato Ti-Yet per vendetta. La sua scialuppa cadde quindi nelle foreste degli Stati Uniti dove, pazzo di dolore, terrorizzò chi entrava nei boschi.
Secoli dopo, i due rivali si incontrano nuovamente e Su-Ak dà inizio a una caccia furiosa contro quello che lui ritiene essere la causa di tutte le sue sciagure, ma una volta messo di fronte alla verità, non sopportando il rimorso si suicida, gettandosi da una cascata.

## Vampiri

### Hanek
Hanek è il capo di una delle famiglie di Vampiri più importanti della Terra, negli anni ha fondato la società multinazionale Intracom come copertura alle sue attività e quelle dei suoi uomini. Hanek è viscido e spietato, e l'unica passione che possiede è quella per la guerra contro le Banshee, per la quale è disposto ad ammassare cadaveri e sviluppare la tecnologia a sua disposizione incurante dei danni ambientali. Hanek si presenta come molto carismatico e rispettato dai suoi simili e dalle altre famiglie di Vampiri, inoltre è uno dei personaggi con meno riguardi per la vita altrui presenti nella serie. 
A seguito del tradimento di Varla nel ventitreesimo episodio rimarrà ferito all'occhio destro da un raggio di sole e l'ustione lo priverà della vista. Ad Hanek si deve la scoperta dell'utilizzo delle Banshee come batterie per il teletrasporto, cosa che lo porta alla morte nel ventiseiesimo episodio, quando Sh'lainn sovraccaricherà il dispositivo mentre lui si accingeva ad utilizzarlo. Il suo secondo in comando prenderà poi il suo posto come leader della famiglia.

### Dorn
Dorn è il Vampiro, secondo in comando di Hanek, che assume il comando della famiglia dopo la morte di Hanek. Ha un aspetto molto grosso, palestrato ed intimidatorio e soffre di gigantismo, cosa che lo porta a raggiungere quasi i sei metri di lunghezza. La sua forza disumana unita alla sua astuzia ed abilità tattica lo rendono un avversario ostico quanto il suo predecessore, a differenza di Hanek però egli comprende nel suo carattere sfumature di comprensione ed accettazione delle altre specie, che lo porteranno ad unirsi all'Alleanza per la guerra contro gli Shadoen.

### Varla
Varla era l'assistente ed amante di Hanek, la sua preferita in tutta la famiglia e quella che trattava con maggiori riguardi. La sete di potere della Vampira tuttavia è tale da desiderare di ricoprire il ruolo stesso di Hanek, ragion per cui lo tradirà e gli dichiarerà guerra aperta. Durante un'operazione dell'Alleanza morderà Sh'lainn e svilupperà una sorta di dipendenza dal sangue Banshee, che la porterà a cibarsi completamente di Sh'lainn unificando i loro DNA e rendendo entrambe una sorta di polimerizzazione tra Banshee e Vampiro, coi nuovi poteri e la nuova alleata riuscirà a ferire Hanek e prendere il possesso della sua torre ma verrà in seguito tradita ed affrontata da Sh'lainn, la quale riacquista la ragione dopo che Varla aggredisce Nick. A seguito di ciò cade in stato catatonico irreversibile.

## Vodun

### Ung-han
Ung-han, eufemisticamente soprannominato Baron Samedi da alcuni indigeni, nonché da molti suoi uomini, è il capo e patriarca dei Vodun da almeno 300 anni, da secoli guida la sua gente di pianeta in pianeta in cerca del modo per vivere in simbiosi con un tessuto vivente. Porta sempre un cappotto lungo ed una tuba e veste come uno sciamano Voodoo. Il corpo in cui risiede lo abita da tempo e perciò è visibilmente decomposto. Ung-han è molto orgoglioso e rifiuta di chiedere aiuto all'Alleanza per risolvere i problemi della sua gente. Muore nel trentaduesimo episodio dopo essere penetrato nella base dell'Alleanza ed averne carpito i segreti per via del tradimento di Bagun, che si sacrifica bombardando tutti i cervelli Vodun con delle onde sonore.

### Hagadza
Hagadza (in originale: Agassa) è il braccio destro di Ung-han, da cui è soprannominata La guerriera-pantera (Panther-Warrior). Questo Vodun è entrato in simbiosi con il corpo morto di una  non meglio precisata creatura aliena dall'aspetto simile a quello di una pantera umanoide, ed a giudicare dallo stato di conservazione del corpo la simbiosi è avvenuta in tempo recente. Essa è estremamente portata per il combattimento. È molto più veloce e forte di un normale Vodun, ed anche più resistente dato che è l'unica a sopravvivere all'esplosione di onde soniche nel trentaduesimo episodio. Prenderà il  posto di Ung-han come leader dei Vodun e per rispettare il suo volere non si unirà all'Alleanza nemmeno durante la guerra agli Shadoen. Il nome del personaggio viene pronunciato solo un paio di volte nella serie.

### Bagun
Bagun (in originale: Babul) è il Vodun che entra in simbiosi con l'agente Ling, inizialmente intenzionato a prenderne il controllo, sarà poi legato a quest'ultimo da una solida amicizia che lo porterà a tradire il suo popolo e sacrificarsi per ucciderli quando scopriranno la base dell'Alleanza.

## Yeti

### Ri-Un
Ri-Un è la compagna di Ti-Yet ed il suo braccio destro alla guida degli Yeti fin dai tempi della prigionia per mano dei Licantropi, sfuggiti alla quale si rintaneranno sull'Himalaya e vi resteranno per 250 anni custodendo l'EMP. Dopo l'attacco di Ruck e la cattura di Ti-Yet, la Yeti prenderà il suo posto alla guida della tribù e li condurrà altrove nel polo nord, dove continueranno il lavoro di protezione dell'EMP fino al sesto episodio, quando sarà presa in custodia dall'Alleanza e agli Yeti verrà garantita l'immunità. Ri-Un resterà comunque alla guida della tribù mentre Ti-Yet serve sotto gli ordini di Rinaker e si ricongiungerà al compagno solo nel finale per scongiurare l'invasione Shadoen.
Ri-Un conosce l'inglese ma fa molta fatica a parlarlo. La si sente pronunciare una sola frase in tutta la serie, per il resto il suo personaggio è muto.